# Rodzaj sił zbrojnych
Rodzaj sił zbrojnych – główna część składowa sił zbrojnych zdolna do wykonywania samodzielnych zadań strategicznych i operacyjnych w specyficznych dla siebie warunkach terenowo-geograficznych (np. na lądzie, morzu, w przestrzeni powietrznej i kosmicznej). 
Zazwyczaj dany rodzaj sił zbrojnych posiada odrębność organizacyjną oraz tworzy własne warunki służby i szkolenia. Wyposażany jest w specyficzne dla własnych potrzeb uzbrojenie i wyposażenie. Posiada również własny system zaopatrzenia oraz zasady organizacji własnych rodzajów wojsk i służb.

## Podział
W ogólnym zakresie, siły zbrojne dzielą się na trzy podstawowe rodzaje:
- wojska lądowe – operujące na lądzie
- marynarkę wojenną – operującą na zbiornikach wodnych
- siły powietrzne – operujące w przestrzeni powietrznej

Nie jest to jednak podział ścisły, a jego szczegóły zależą od sposobu organizacji sił zbrojnych w danym państwie. Ponadto większość państw wydziela dodatkowe specyficzne dla własnego systemu organizacyjnego rodzaje sił zbrojnych czego przykładem mogą być: rosyjskie Wojska Rakietowe Przeznaczenia Strategicznego, polskie  Wojska Obrony Terytorialnej, francuska Gwardia Narodowa czy amerykańskie Siły Kosmiczne.
Specyficznym rodzajem sił zbrojnych są formacje nieregularne (partyzanci). Ich status jako oficjalnej części sił zbrojnych uwarunkowany jest jednak koniecznością posiadania dowództwa biorącego odpowiedzialność za ich działania, jawnego noszenia broni i dystynkcji oraz przestrzegania prawa wojennego.